# Phlebotomus alexandri
Phlebotomus alexandri är en tvåvingeart som beskrevs av John Alexander Sinton 1928. Phlebotomus alexandri ingår i släktet Phlebotomus och familjen fjärilsmyggor. Inga underarter finns listade i Catalogue of Life.